# 11359 Piteglio
11359 Piteglio este un asteroid din centura principală de asteroizi.

## Descriere
11359 Piteglio este un asteroid din centura principală de asteroizi. A fost descoperit pe 27 ianuarie 1998 la San Marcello Pistoiese de Luciano Tesi și Vasco Cecchini. Asteroidul prezintă o orbită caracterizată de o semiaxă mare de 2,53 ua, o excentricitate de 0,19 și o înclinație de 12,3° în raport cu ecliptica.